# 都乃河勇人
都乃河勇人（とのかわ ゆうと）是前Key所屬的劇本作家。

都乃河勇人的簽名

## 概要
2007年1月發售的「智代After ～It's a Wonderful Life～ CS Edition」，大學畢業的都乃河勇人以Key的新進劇本作家初次亮相，擔當了一部分移植的追加劇本。同年7月推出「Little Busters!」真正的參與了劇本創作，還有片尾曲「Alicemagic」的作詞。在2008年9月發售「Little Busters! EX」後，麻枝准表示不再參與編劇，所以都乃河勇人就成為了唯一一個Key專屬的劇本作家，並以麻枝准後繼人的身份受到期待。
在強調的句子習慣使用雙重感嘆號「!!」，與常用促音的麻枝准有所不同，所以比較容易分辨各自的執筆部份。
2016年12月在個人twitter宣佈退出Key，成為自由創作者。

## 人物
- 筆名是來自真名的同音字。（取名字的方法就像麻枝的一样。（麻枝さんと同じような付け方です。））[2]
- 使用開發室的微波爐後，總是不會關上門（原因是除去氣味[2]），事後總是由折戶伸治關上，不過據說折戶伸治已經放棄。[3]
- 曾與麻枝准在紙飛機的話題上認真爭吵。
- 以「春日部勝利」的名義在「智代After ～It's a Wonderful Life～ CS Edition」、「Little Busters! EX」和「Rewrite」配音演出。

## 擔當作品

### 劇本
- 智代After ～It's a Wonderful Life～ CS Edition（移植時的加筆修正部份）
- Little Busters!（神北小毬、來谷唯湖、日常活動部份）
- Little Busters! EX（笹瀨川佐佐美部份）
- Rewrite（凤千早、中津静流部分）
- Rewrite Harvest festa!（凤千早、中津静流部分）

### 音樂
- Alicemagic（作詞，Little Busters!、Little Busters! EX）
- Philosophyz（作詞，Rewrite）
- Harvest（作词，Rewrite Harvest festa!）